# Chorisoneura pulcherrima
Chorisoneura pulcherrima är en kackerlacksart som beskrevs av Rehn, J. A. G. 1916. Chorisoneura pulcherrima ingår i släktet Chorisoneura och familjen småkackerlackor. Inga underarter finns listade i Catalogue of Life.